# Willem de Beer
Willem de Beer (Pretoria, Sudáfrica, 14 de marzo de 1988) es un atleta sudafricano, especialista en la prueba de 4x400 m, con la que llegó a ser subcampeón mundial en 2011.

## Carrera deportiva
En el Mundial de Daegu 2011 gana la medalla de plata en los relevos 4x400 metros, con un tiempo de 2:59.87, tras Estados Unidos y por delante de Jamaica, y siendo sus compañeros de equipo: Ofentse Mogawane, Shane Victor y L. J. van Zyl.